# The Stories Are True
The Stories Are True is het debuutalbum van de Amerikaanse streetpunk-band Time Again. Het werd uitgegeven op 25 april 2006 door Hellcat Records, het label van Tim Armstrong, een invloedrijke punkartiest. Tim Armstrong is ook te horen op het nummer "The Stories Are True".

## Nummers
1. "Junkies" - 1:27
2. "Say Again" - 1:44
3. "Broken Bodies" - 2:00
4. "The Stories Are True" - 3:18
5. "Cold Concrete" - 2:14
6. "Lost In Hollywood" - 1:37
7. "Fallen Nation" - 2:17
8. "Kenny" - 2:47
9. "Criminals" - 1:00
10. "Life On the Run" - 2:00
11. "Fountain and Formosa" - 2:10
12. "Deadly Nights" - 2:08
13. "Streetwalker" - 3:09

## Band
- Daniel Dart - zang
- Elijah Reyes - gitaar
- Brian Burnham - basgitaar
- Ryan Purucker - drums